# Joshua Nkomo
Joshua Mqabuko Nyongolo Nkomo, né le 9 juin 1917 en Rhodésie du Sud et mort le 1er juillet 1999 à Harare au Zimbabwe, est un homme politique ndebele du Zimbabwe, fondateur du Zimbabwe African Peoples Union (ZAPU).

## Biographie

### Enfance et formation
Joshua Nkomo est né en 1917 à Semokwe dans le district de Matopos dans une famille Ndébélé pauvre,,. Il est le troisième des huit enfants d'un missionnaire chrétien de la London Missionary Society et enseignant au Matabeleland en Rhodésie du Sud. Ses parents, nés vers 1880, ont connu l'époque pré-coloniale et ont élevé leurs enfants dans un style de vie mêlant celle des colons britanniques et la culture Ndébélé comme pour la consultation de médecins traditionnels. Il s'intéresse très tôt aux cérémonies non chrétiennes de la religion traditionnelle et visitant les tombes Mwali des collines Matopos. Plus tard, il ira même consulter le medium des esprits Mwali au moment de s'engager dans la politique nationaliste dans les années 1950.
Après avoir terminé ses études primaires en Rhodésie du Sud, Nkomo apprend la menuiserie à l'école industrielle gouvernementale de Tsholotsho. Il y étudie pendant un an avant de devenir chauffeur. Il s'essaye à l'élevage, puis est devient instituteur spécialisé en menuiserie à l'école Manyame de Kezi. En 1942, à l'âge de 25 ans, il décide de rejoindre l'Afrique du Sud pour parfaire ses études. Il fréquente l'Adams College (en) puis l'école Jan Hofmeyr School of Social Work de Johannesburg,. Il obtient son diplôme de travailleur social en 1952.

### Premiers engagements
C'est en Afrique du Sud qu'il fait la connaissance à l'Université de Fort Hare de Nelson Mandela et d'autres dirigeants nationalistes africains bien qu'il n'ait pas suivi les cours de cette université. Il revient en Rhodésie du Sud à Bulawayo en 1947 ou 1948 et obtient un travail comme responsable des travailleurs sociaux dans le département des Affaires Africaines des chemins de fer Rhodesia Railways. Là, il devient un des dirigeants du syndicat noir des chemins de fer en devenant le président l'association des employés des chemins de fer africains. Il est ainsi le dirigeant de la partie Rhodésie du Sud du Congrès national africain.

### Engagements politiques
Parallèlement, il devient homme d'affaires puis au début des années 1950, adhère au Parti fédéral uni de Godfrey Huggins, le premier ministre de la fédération de Rhodésie et du Nyassaland. En 1953, il se présente aux premières élections fédérales parlementaires mais n'est pas élu. Déçu par la politique du gouvernement fédéral, il rompt avec le parti de Huggins et en 1957 participe à la fondation de la ligue des jeunes de Salisbury. Cette branche de Rhodésie du Sud de l'ANC devient la SRANC (Southern Rhodesia African National Congress (en)) et il en devient le président. En 1959, le SRANC est banni et ses membres arrêtés. Joshua Nkomo échappe à l'arrestation car il se trouve alors à l'étranger mais il voit ses propriétés confisquées.
En 1960, il fonde le Parti national démocrate (National Democratic Party - NDP) avec d'autres dirigeants du SRANC en récupérant les mêmes buts, structures et adhésions que le parti banni. Il devient le président de ce nouveau parti avec le soutien de Robert Mugabe. Il participe à la conférence constitutionnelle sur l'avenir de la fédération. Après avoir envisagé d'accepter les propositions de révision constitutionnelle, il refusait de signer sous la pression de l'opinion publique africaine. Le 6 décembre 1960, le NDP était interdit par le gouvernement de Rhodésie du Sud au motif qu'il encourageait les actes de sabotage.
Le 17 décembre, Nkomo fonde alors le Zimbabwe African Peoples Union (ZAPU) avec Samuel Parirenyatwa (en), Ndabaningi Sithole (en), Robert Mugabe et d'autres. Celui-ci est à son tour interdit en septembre 1962 par le gouvernement de la minorité blanche de Rhodésie.
En 1963, le ZAPU se scinde en deux officiellement pour des raisons ethniques avec la dissidence de Sithole, Robert Mugabe, Takawira et Malianga qui créent la ZANU emportant avec eux leurs supporters. La raison de cette scission tient probablement plus de leur incapacité à déloger Nkomo de la présidence.

### Arrestation
En 1964, Nkomo est arrêté par les forces de sécurité rhodésiennes du gouvernement de Ian Smith et emprisonné pendant 10 ans au camp de restriction de Gonakudzingwa à la frontière entre la Rhodésie du Sud et le Mozambique.
Le 11 décembre 1974, il est libéré tout comme le révérend Ndabaningi Sitholé, Edgar Tekere, Maurice Nyagumbo et Robert Mugabe grâce aux pressions de John Vorster, le premier ministre d'Afrique du Sud. Ce dernier cherchait à trouver des interlocuteurs modérés au gouvernement blanc de Ian Smith, premier ministre de Rhodésie.

## Lutte armée
À sa libération, Nkomo rejoint la Zambie pour continuer activement la lutte armée contre le gouvernement blanc de Rhodésie. Plus discrètement, il entamait des négociations avec le gouvernement de Ian Smith. La branche armée du ZAPU se nomme le Zimbabwe People's Revolutionary Army (Armée révolutionnaire populaire du Zimbabwe) se livre à des activités de Guérilla et aussi des activités de guerre plus conventionnelles. La ZANU dispose elle-aussi de sa propre branche armée, la Zimbabwe African National Liberation Army.
En 1975, il participe à la rencontre officielle aux chutes Victoria entre Ian Smith et les principaux dirigeants noirs de Rhodésie du Sud sous les auspices de Kenneth Kaunda et de John Vorster.
Du 28 octobre au 14 décembre 1976, Mugabe et Nkomo, en tant que chefs du Front patriotique, participent à la conférence de Genève (en) organisée par l'ambassadeur britannique aux Nations unies Ivor Richard ; les autres délégations présentes à cette conférence de Genève furent celle du gouvernement rhodésien dirigé par Ian Smith, celle de l'UANC, conduite par Muzorewa et James Chikerema, Quant à Sitholé alors en lutte avec Mugabe pour le contrôle de la ZANU, il exigea d'être désigné chef de la délégation de la ZANU. (Sitholé fut l'invité de dernière minute à cette conférence), (il fut initialement exclu des projets britanniques de conférence constitutionnelle sur l'avenir de la Rhodésie, parce qu'il manquait de soutien militaire et politique). (Finalement, Sitholé reçut une invitation pour participer à la conférence de Genève le 18 octobre 1976) Après six semaines de négociations, cette conférence de Genève fut un échec.

### Avions civils abattus
Les forces de la ZAPU ont stratégiquement affaibli le gouvernement rhodésien pendant la guerre de Bush. La plus largement rapportée et peut-être la plus efficace de ces attaques est la destruction de deux avions de passagers civils, des Vickers Viscount d'Air Rhodesia  avec des missiles sol-air soviétiques de type SAM-7. Le 3 septembre 1978, la ZIPRA, aile militaire de la ZAPU, abat un avion de ligne civil, le Vol Air Rhodesia 825, tuant 38 des 56 passagers. Dans une interview télévisée, peu de temps après le premier vol abattu, Nkomo revendiqua indirectement, au détour d'une blague, l'attaque terroriste. Une dizaine de survivants (principalement des femmes et des enfants) ont par la suite été massacrés au sol par les guérilleros de la ZIPRA alors que huit autres passagers survivants, pourchassés par les hommes de la ZIPRA, parviennent à leur échapper en parcourant 20 km pour se mettre à l'abri,.
Un second avion, Vol Air Rhodesia 827, fut à son tour abattu par la ZIPRA le 12 février 1979, tuant les 59 passagers, principalement des touristes qui revenaient des chutes Victoria. Joshua Nkomo a reconnu que ses forces avaient abattu ces avions mais par contre a rejeté le massacre comme de fausses allégations perpétrées par les médias rhodésiens. Il a affirmé que ses troupes se sont trompé d'avion (vol RH-827) précisant que celui qui était ciblé était le vol décollant 15 minutes plus tard et où voyageait le lieutenant-général Peter Walls (chef de la défense de Rodhésie) et sa femme. Ce n'est qu'en 1985, dans ses mémoires, qu'il exprime ses regrets profonds pour les civils morts ces jours-là.

### Tentatives d'assassinat
Joshua Nkomo a été la cible de deux tentatives d'assassinat. Le premier, en Zambie, par les Selous Scouts, est une opération sous fausse bannière. La mission, finalement, avorte et est tentée plus tard, sans succès, par le Rhodesian Special Air Service (SAS). En août 2011, la BBC a rapporté que Nkomo avait été prévenu par le gouvernement britannique lors de la tentative avortée de 1979.

### Vers le Zimbabwe
En 1979, la ZAPU de Nkomo et la ZANU de Mugabe s'allièrent dans un Front patriotique pour aller ensemble aux négociations constitutionnelles de Lancaster House dirigées par Lord Carrington.
Ces négociations aboutirent à des accords entre les représentants rhodésiens et les mouvements de libération.
Lors des élections multiraciales de 1980, la ZAPU de Nkomo fut cependant largement devancé par la ZANU de son frère ennemi, Robert Mugabe. Les rivalités ethniques avaient rapidement refait surface et la ZAPU ne l'avait emporté que dans le Matabeleland alors que la ZANU l'avait emporté dans les zones à majorité shona (la première ethnie du pays).
Le 18 avril 1980, le Zimbabwe naissait sur les ruines de la Rhodésie et Nkomo entrait au gouvernement dirigé par Robert Mugabe.
En 1982, accusé de préparer un coup d'État avec l'aide de l'Afrique du Sud, Nkomo est démis du gouvernement. Mugabe lança alors des raids meurtrier dans le Matabeleland, favorable à Nkomo (opération Gukurahundi), Nkomo s'enfuit alors à Londres tandis qu'une guerre civile ravageait le Matabeleland faisant une vingtaine de milliers de morts.
En 1987, Nkomo et Mugabe se réconciliaient. La ZANU et le ZAPU fusionnaient alors dans un Zanu-PF, faisant quasiment du Zimbabwe, un pays à parti unique. Nkomo revenait au gouvernement.
Nkomo est mort d'un cancer de la prostate le 1er juillet 1999 à 82 ans.
Des lettres prétendument écrites par Nkomo au Premier ministre, Robert Mugabe, alors qu'il était en exil au Royaume-Uni, ont refait surface après la mort de celui-ci en 1999. Dans ces lettres, il argumente contre sa persécution et accuse le gouvernement de réprimer l'opposition.

### Vie privée
Il épouse Johanna MaFuyana le 1er octobre 1949.

## Hommages
En 1999, Joshua Nkomo a été déclaré héros national et est enterré dans le National Heroes Acre à Harare.
Le 27 juin 2000, la Société zimbabwéenne des postes et télécommunications a émis un ensemble de quatre timbres postaux consacrés à Joshua Nkomo. Ces timbres avaient des valeurs faciales de ZW $ 2,00, 9,10 $, 12,00 $ et 16,00 $ et ont été conçus par Cedric D. Herbert.